# Индукција (логика)
Индукција је логичка метода тј. врста посредног закључка код којег се полази од појединачног ка општем.
То значи да оно што важи за сваки појединачни случај једне врсте, важи за целу врсту. Индуктивни закључак се дели на потпун и непотпун. Ако се у премисама (полазни суд) наброји сваки поједини случај неке врсте па се закључи о целој врсти, онда је то потпуна индукција. Ако се на основу неколико примера неке врсте закључи о читавој врсти онда је то непотпуна индукција. Ако су све премисе истините онда је у потпуној индукцији сигурно истинит и закључни суд. То не можемо тврдити за непотпуну индукцију.